# エヴリン・ピアポント (第2代キングストン＝アポン＝ハル公爵)
第2代キングストン＝アポン＝ハル公爵エヴリン・ピアポント（英語: Evelyn Pierrepont, 2nd Duke of Kingston-upon-Hull KG、1711年 – 1773年9月23日）は、グレートブリテン王国の貴族。1713年から1715年までキングストン伯爵の儀礼称号を、1715年から1726年までドーチェスター侯爵の儀礼称号を使用した。

## 生涯

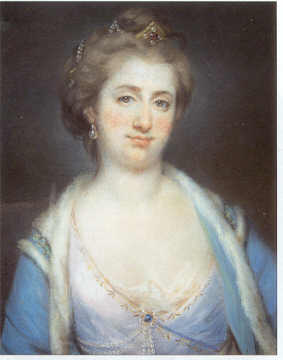
キングストン＝アポン＝ハル公爵夫人エリザベス・チャッドリー

キングストン伯爵ウィリアム・ピアポント（William Pierrepont、1692年 – 1713年、初代キングストン＝アポン＝ハル公爵エヴリン・ピアポントの息子）とレイチェル・ベインタン（Rachel Bayntun、1695年 – 1722年）の息子として、1711年に生まれた。1725年にイートン・カレッジで教育を受けた。1726年3月5日に父方の祖父が死去すると、キングストン＝アポン＝ハル公爵の爵位を継承した。
1738年3月22日から1744年までスタッグハウンド管理長官を務め、1741年3月20日にガーター勲章を授与された。また、1741年に寝室侍従に任命された。
1745年にイギリス陸軍の大佐になり、1745年から1746年までキングストン公爵の軽騎兵連隊隊長を務めた。この軽騎兵連隊は1745年ジャコバイト蜂起の勃発に伴い編成された連隊であり、1746年のカロデンの戦いで戦功を挙げた。その後、キングストン＝アポン＝ハル公爵は1753年に少将に、1759年に中将に、1772年に大将に昇進した。
1761年9月22日のジョージ3世戴冠式では聖エドワードの杖を持つ役割を務めた。その後、1763年から1765年までノッティンガムシャー統監を務めた。
1769年3月8日にエリザベス・チャッドリー（1720年頃 – 1788年）と結婚式を挙げたが、エリザベスと第3代ブリストル伯爵オーガスタス・ハーヴィーの離婚では公式に別居しただけで結婚が解消されておらず、エリザベスが重婚していたこととなった。これにより、エリザベスは1776年4月15日から22日まで重婚の容疑で貴族院で裁判を受け、有罪判決が下された。
1773年9月23日に死去、後継者がおらず爵位は断絶した。死後、遺言状に基づき遺産は一代限りで妻エリザベスが継承、1788年にエリザベスが死去した後は甥のチャールズ・メドウズ（1796年にニュアーク子爵に、1806年にマンヴァース伯爵に叙爵）が継承、チャールズは姓をピアポントに改めた。